# Aegophagamyia
Aegophagamyia är ett släkte av tvåvingar. Aegophagamyia ingår i familjen bromsar.

## Dottertaxa tillAegophagamyia, i alfabetisk ordning[1]
- Aegophagamyia alluaudi
- Aegophagamyia aurea
- Aegophagamyia austeni
- Aegophagamyia basalis
- Aegophagamyia bekilyana
- Aegophagamyia bengalia
- Aegophagamyia bivittata
- Aegophagamyia brunnea
- Aegophagamyia brunnipes
- Aegophagamyia chaineyi
- Aegophagamyia chopardi
- Aegophagamyia cincta
- Aegophagamyia comorensis
- Aegophagamyia completa
- Aegophagamyia confusa
- Aegophagamyia flava
- Aegophagamyia grisea
- Aegophagamyia hildebrandti
- Aegophagamyia inornata
- Aegophagamyia keiseri
- Aegophagamyia lata
- Aegophagamyia longirostris
- Aegophagamyia lurida
- Aegophagamyia macrops
- Aegophagamyia nebulosa
- Aegophagamyia notata
- Aegophagamyia proxima
- Aegophagamyia pulchella
- Aegophagamyia pungens
- Aegophagamyia remota
- Aegophagamyia seyrigi
- Aegophagamyia syrphoides
- Aegophagamyia vadoni
- Aegophagamyia variegata
- Aegophagamyia xanthomera
- Aegophagamyia zeus